# Albunger Hüttchen

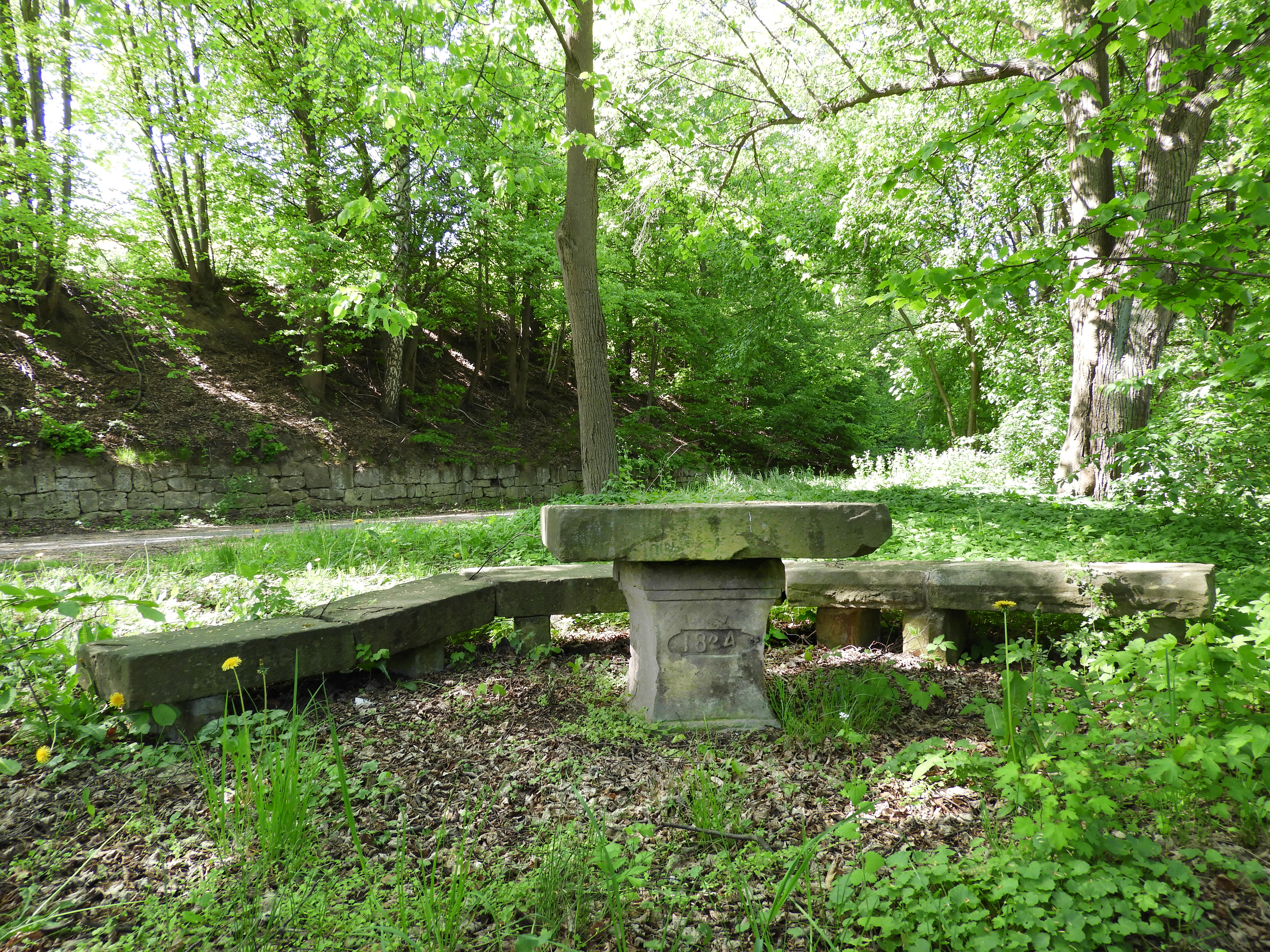
Am Sockel eines der beiden Steintische ist in einem vertieften Feld die Jahreszahl 1824 erhaben ausgearbeitet

Das Albunger Hüttchen ist ein historischer Ruheplatz an der alten Nürnberger Landstraße, einer der Hauptverbindungen zwischen Nord und Süd, im nordhessischen Werra-Meißner-Kreis. Die Anlage wurde wegen ihrer geschichtlichen Bedeutung als ein Kulturdenkmal ausgewiesen.

## Standort
Der Platz liegt im nordöstlichen Teil der Gemarkung von Niederhone, an der Grenze zu Albungen, oberhalb der Bundesstraße 27 zwischen Albungen und Eltmannshausen. Die Stelle wurde in der Mitte des 19. Jahrhunderts gewählt, weil ganz in der Nähe die Karstquelle des „Gesegneten Borns“ die Reisenden und Fuhrleute zur Rast und zum Tränken der Pferde einlud.

## Geschichte
Die Ruhestätte wurde 1824 beim Neubau der damaligen „Allendorfer Straße“ angelegt. Der frühere Obmann für historische Grenzsteine im Werra-Meißner-Kreis, Karlfritz Saalfeld, schreibt in einem Beitrag für ein Heimatbuch, dass es in früheren Jahrhunderten üblich war, an wichtigen Durchgangsstraßen zwischen den Ortschaften zusätzliche Ausruheplätze zu schaffen. Sie entstanden oft in Verbindung mit Wegweisern an Wegeabzweigungen oder in der Nähe von Brunnen. Ruheplätze dieser Art, in der Region „Hüttchen“ genannt, waren in dem Bereich des Eschweger Werrabeckens mehrfach vorhanden. Sie wurden in der Zeit zwischen 1820 und 1825 durch den Landbaumeister Spangenberg eingerichtet.
Anton Jacob Spangenberg (* 1796; † 1886) war bereits 1819 zum Distriktsingenieur in Eschwege ernannt worden, wo er bis zu seiner Pensionierung im Jahr 1857 tätig war. Er war der „Schöpfer“ der als Volksgarten entworfenen Leuchtberganlage, die den Eschwegern Zugang zur Natur und Orte der Erholung bieten sollte. Mit vielen Spazierwegen, Aussichtspunkten und Ruhebänken war sie ein beliebtes Ausflugsziel.

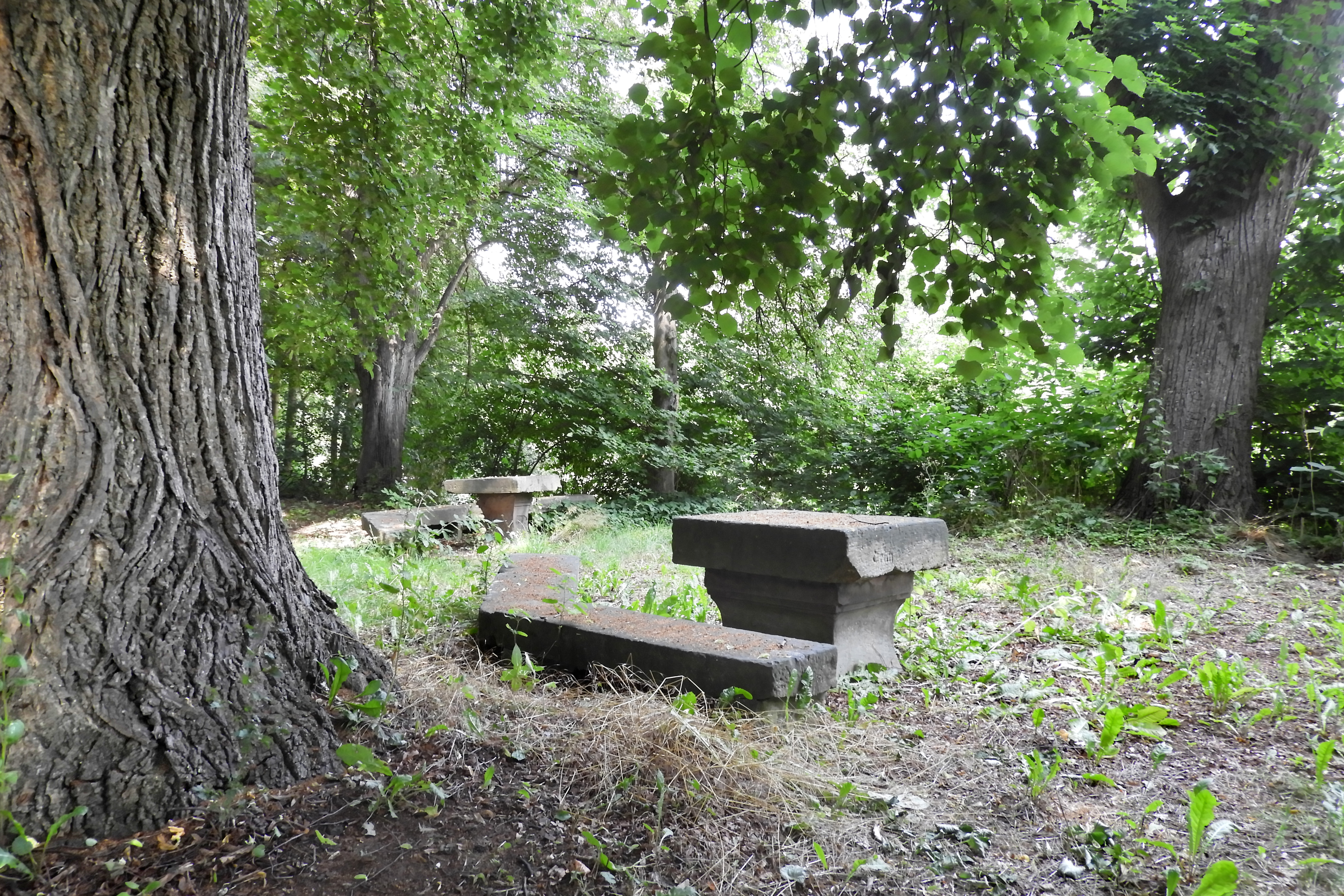
Die beiden Steintische mit den Steinsitzbänken werden von mehreren Linden flankiert

Die Ruhen, für deren Planung und Bauleitung Spangenberg zuständig war, haben alle die gleiche Form: Im Kranz einer schattenspendenden Baumgruppe mit mehreren Linden stehen ein oder zwei Steintische mit den zugehörigen Steinbänken. Von Spangenbergs Ruheplätzen ist nur noch das „Albunger Hüttchen“ in seiner ursprünglichen Form und Größe erhalten. Das ähnliche „Niederhoner Hüttchen“, an der Straße zwischen Eschwege und Niederhone, wurde beim Bau des Eschweger Flugplatzes im Jahr 1935 beseitigt. Von dem „Grebendorfer Hüttchen“ gibt es nur noch den Steintisch, der inzwischen wegen einer neuen Straßenführung an anderer Stelle aufgestellt wurde.
Der Ruheplatz bei Albungen ist, weil er an der damals wie heute wichtigen Nord-Süd-Straßenverbindung lag, besonders groß und ausgedehnt gestaltet. Er hat eine Länge von rund fünfundzwanzig Metern. Flankiert von sieben Linden stehen zwei Steintische und die halbkreisförmigen Steinsitzbänke. An einem der Steintische wurde in einem vertieften Feld die Jahreszahl 1824 erhaben ausgearbeitet. Als Zeugnis früheren Transportwesens und alter Verkehrswege wird das „Albunger Hüttchen“ aus geschichtlichen Gründen als ein Flurdenkmal geschützt und nach § 2 Absatz 1 des Hessischen Denkmalschutzgesetzes unter der Nummer 39967 in das Denkmalverzeichnis des Landes Hessen eingetragen.